# Toxopneustes
Genre
Toxopneustes est un genre d'oursins (échinodermes) de la famille des Toxopneustidae.
Il compte notamment le redoutable Toxopneustes pileolus ou « oursin-fleur », dont le venin est dangereux pour l'homme.

## Description et caractéristiques
Ce sont des oursins réguliers : le test (coquille) est grossièrement sphérique, protégé par des radioles (piquants), l'ensemble suivant une symétrie pentaradiaire (centrale d'ordre 5) reliant la bouche (péristome) située au centre de la face orale (inférieure) à l'anus (périprocte) situé à l'apex aboral (pôle supérieur).
On reconnaît ces oursins à leurs longs pédicellaires terminés par une corolle, recouvrant tout le test et dissimulant souvent les courts piquants : ceux-ci contiennent des glandes à venin capables d'infliger des envenimations extrêmement sévères.
Les oursins de ce genre sont caractérisés par certaines spécificités squelettiques : le test est aplati sur la face orale, et bombé sur la face aborale (presque subconique, parfois assez aplati). Il peut être assez pentagonal vu du dessus, et souvent vivement coloré de rose quand il est frais. Le disque apical est hémicyclique, avec le périprocte très réduit et déporté sur la première plaque oculaire. Les plaques ambulacraires sont trigéminées, avec des groupes de pores formant des arcs obliques, ou suivant le point de vue trois colonnes. On ne trouve des tubercules primaires que sur une plaque ambulacraire sur deux. Les plaques interambulacraires portent de multiples tubercules d'un seul calibre, réduit. Les encoches buccales sont fines mais profondes.

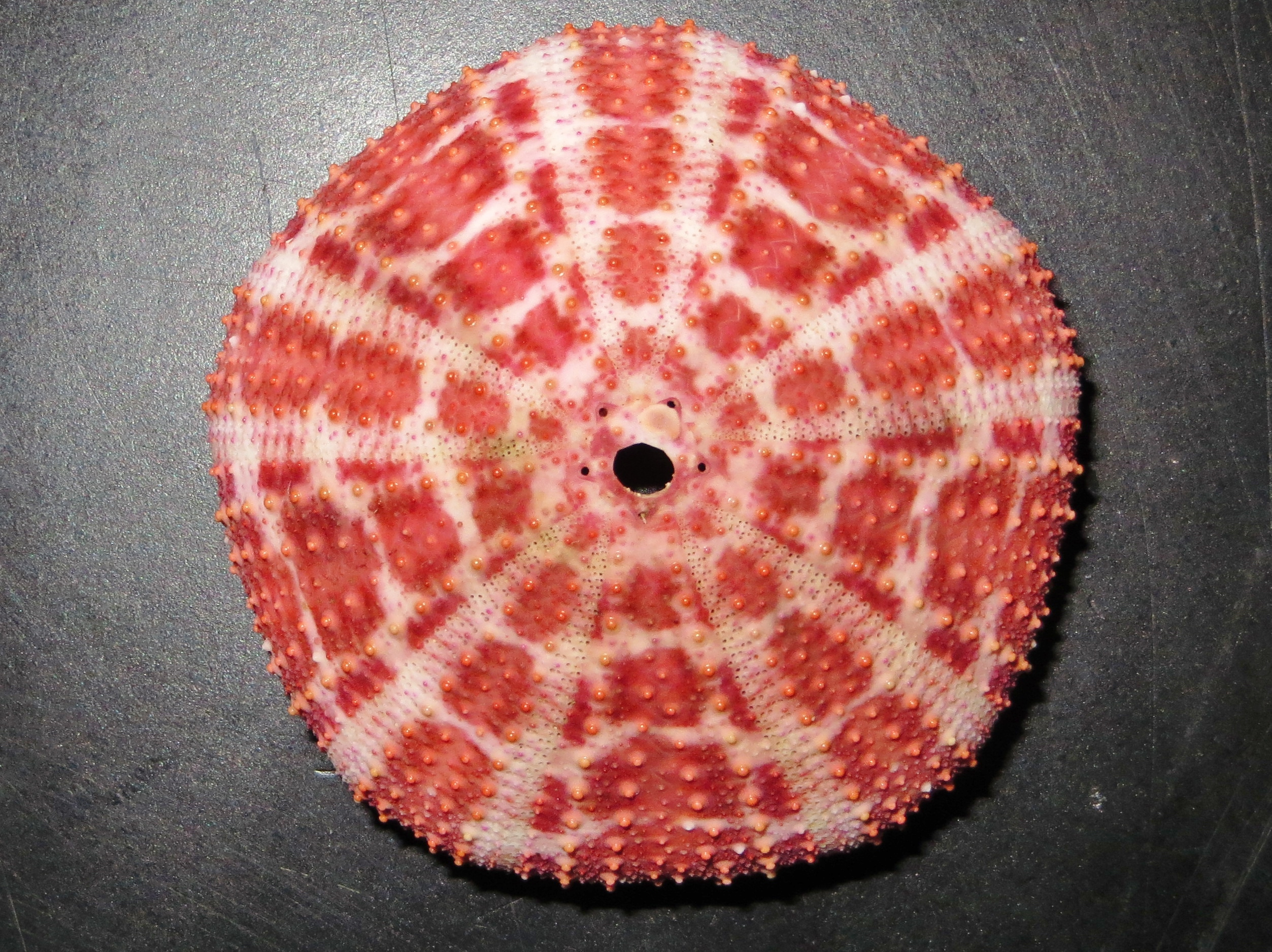
Test de Toxopneustes pileolus.
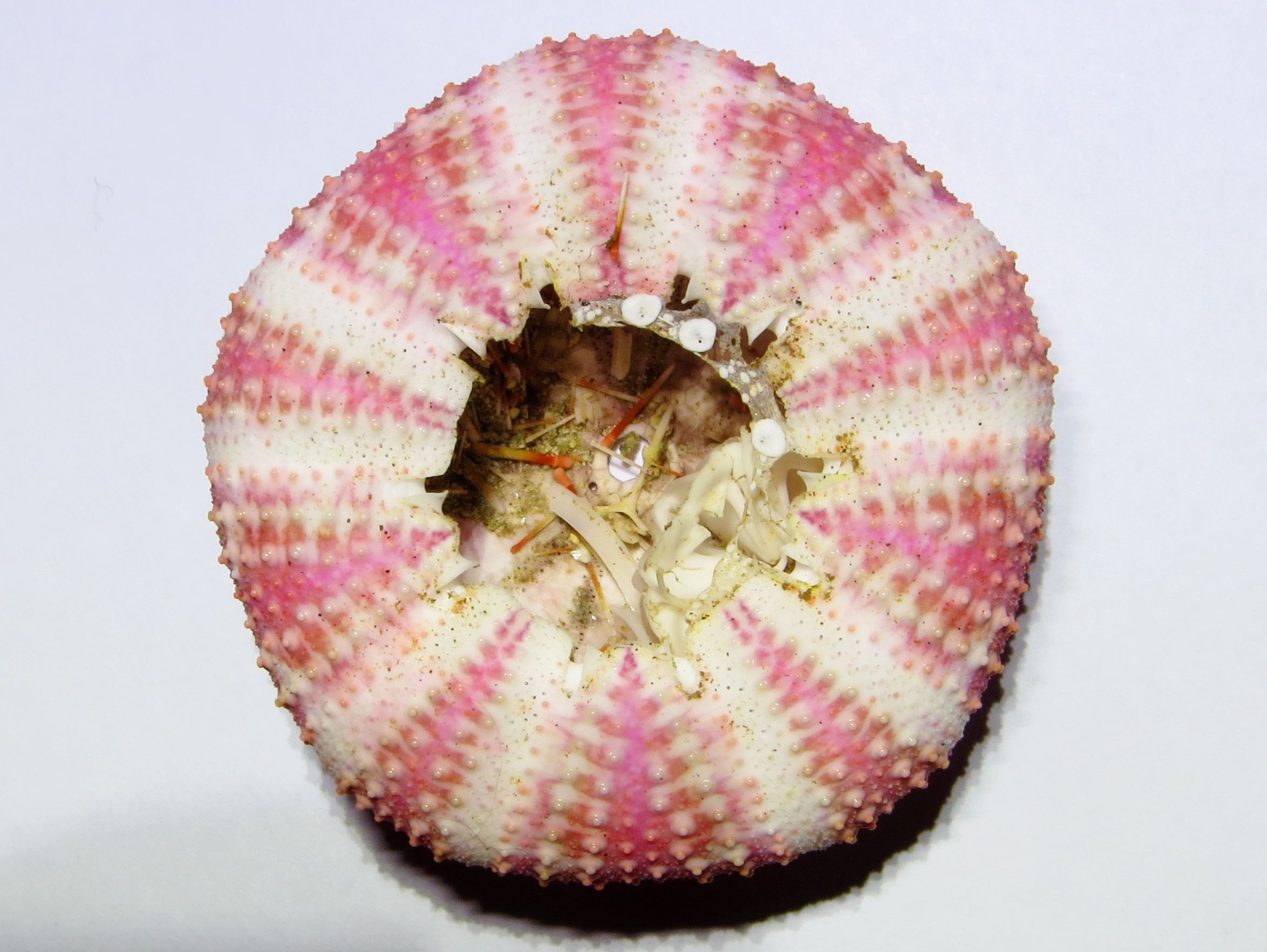
Idem, face orale.
Toxopneustes roseus

Ce genre semble être apparu au Pliocène, et se trouve dans le bassin Indo-pacifique, principalement tropical.
L'espèce la plus répandue est l'« oursin-fleur », Toxopneustes pileolus.
Le nom « Toxopneustes » signifie « poumons venimeux » en grec, car les pédicellaires et podia ont longtemps été considérés comme des organes respiratoires par les scientifiques (et donc pas directement « pieds venimeux » comme on le lit parfois).

## Liste d'espèces
Selon World Register of Marine Species (5 février 2014) : 
- Toxopneustes elegans (Döderlein, 1885) -- Japon
- Toxopneustes maculatus (Lamarck, 1816) -- rarissime, Pacifique insulaire (notamment Marquises)
- Toxopneustes pileolus (Lamarck, 1816) -- Indo-Pacifique
- Toxopneustes roseus (A. Agassiz, 1863) -- Pacifique est

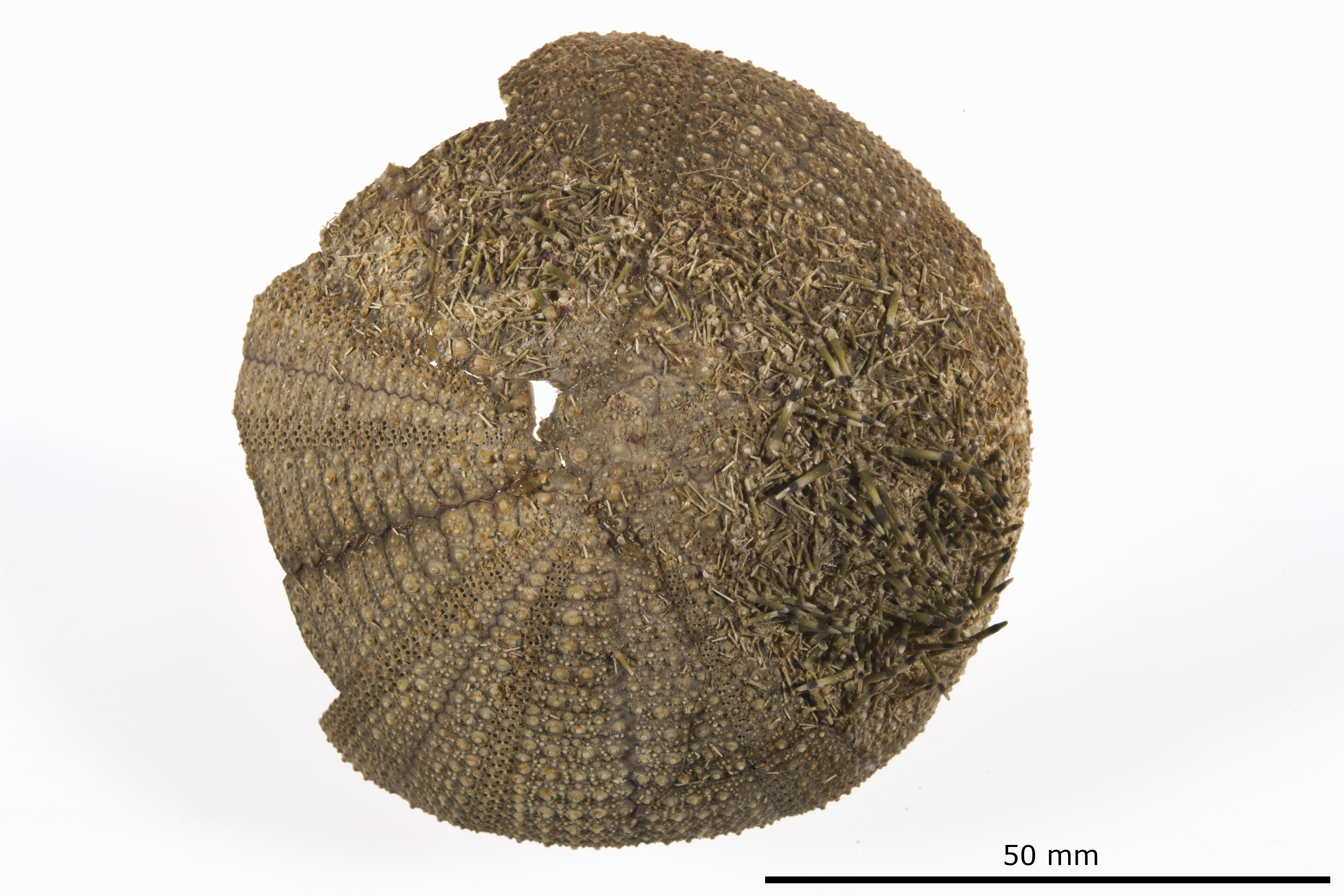
Toxopneustes elegans
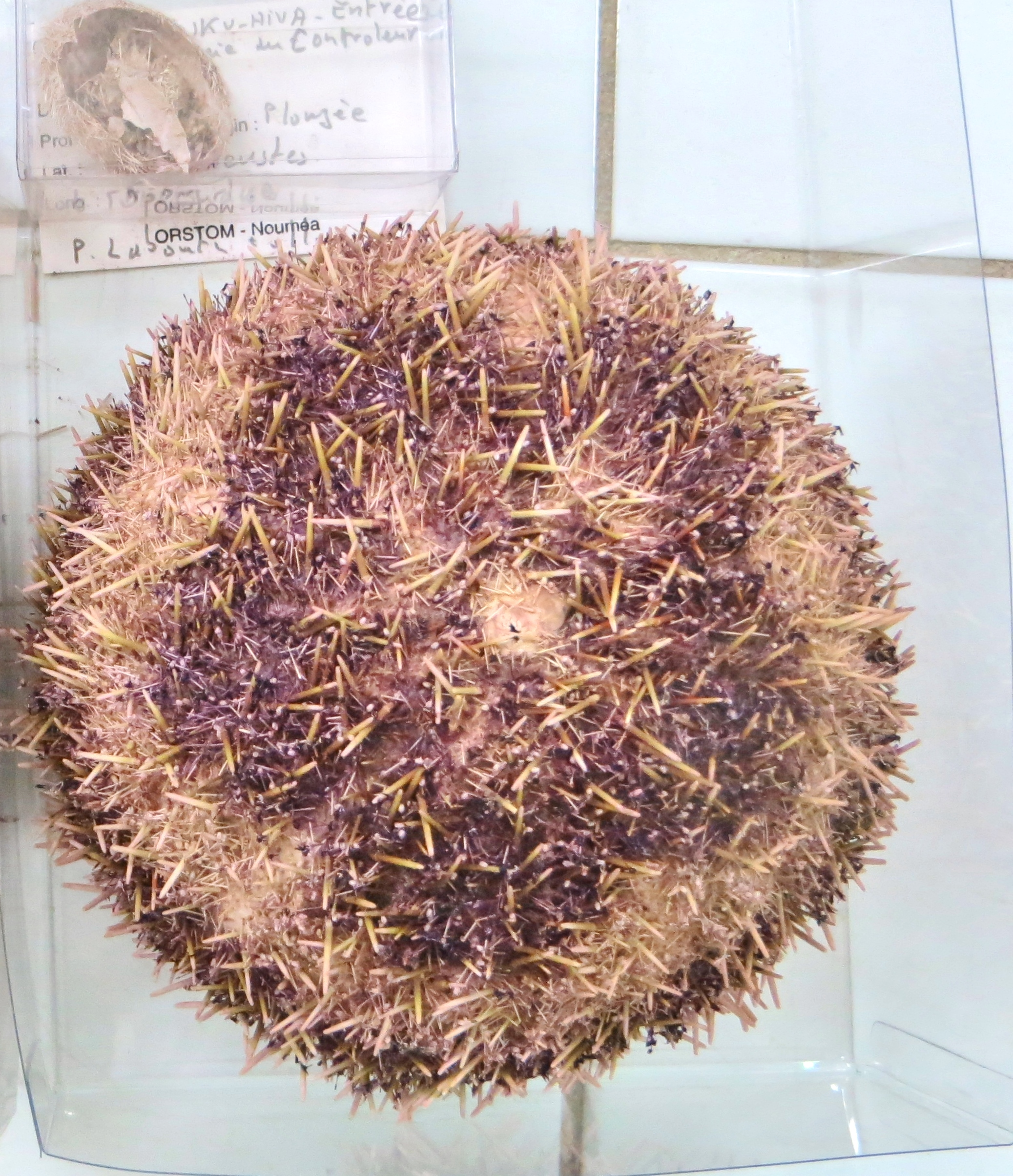
Toxopneustes maculatus
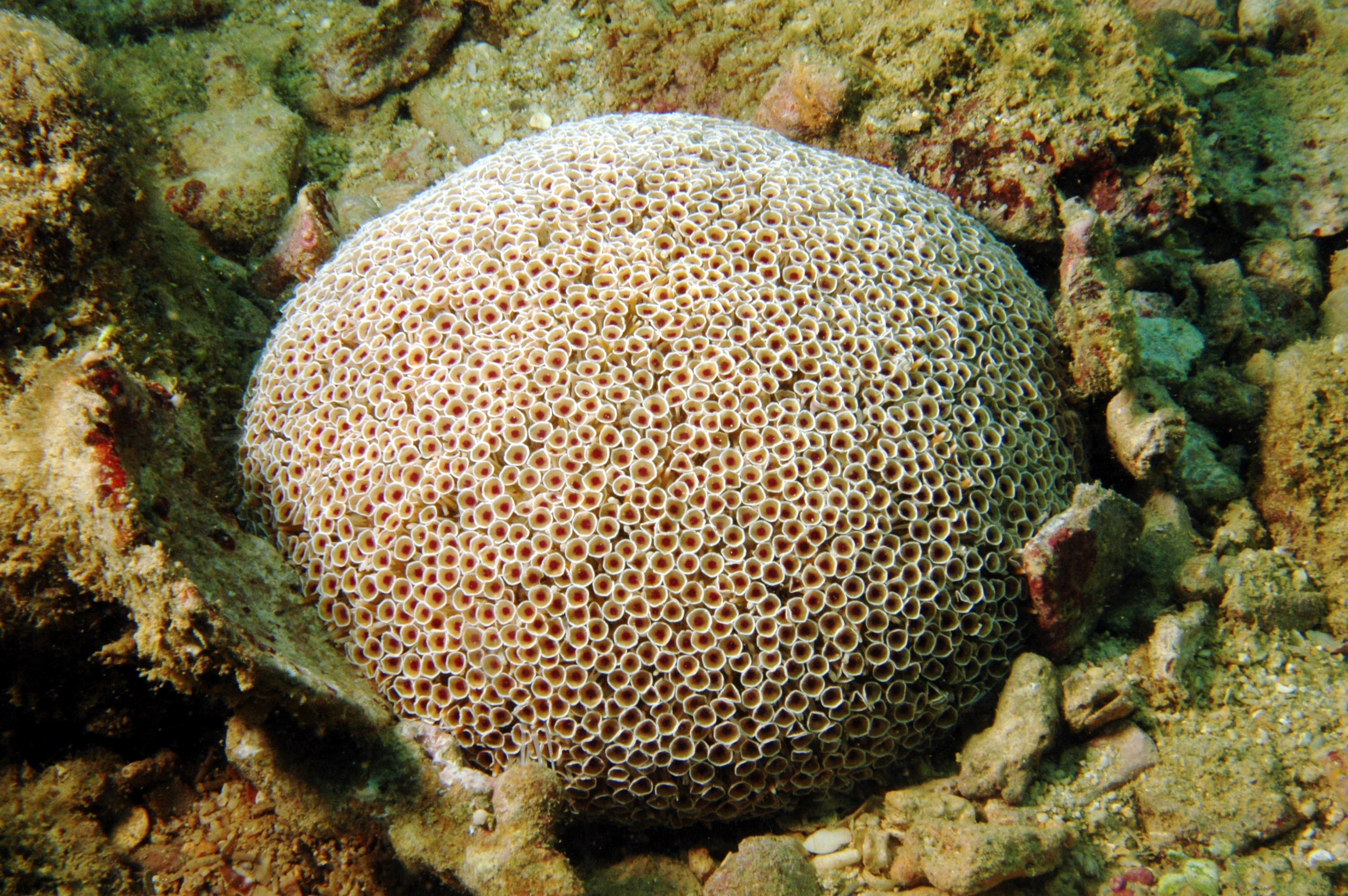
Toxopneustes pileolus
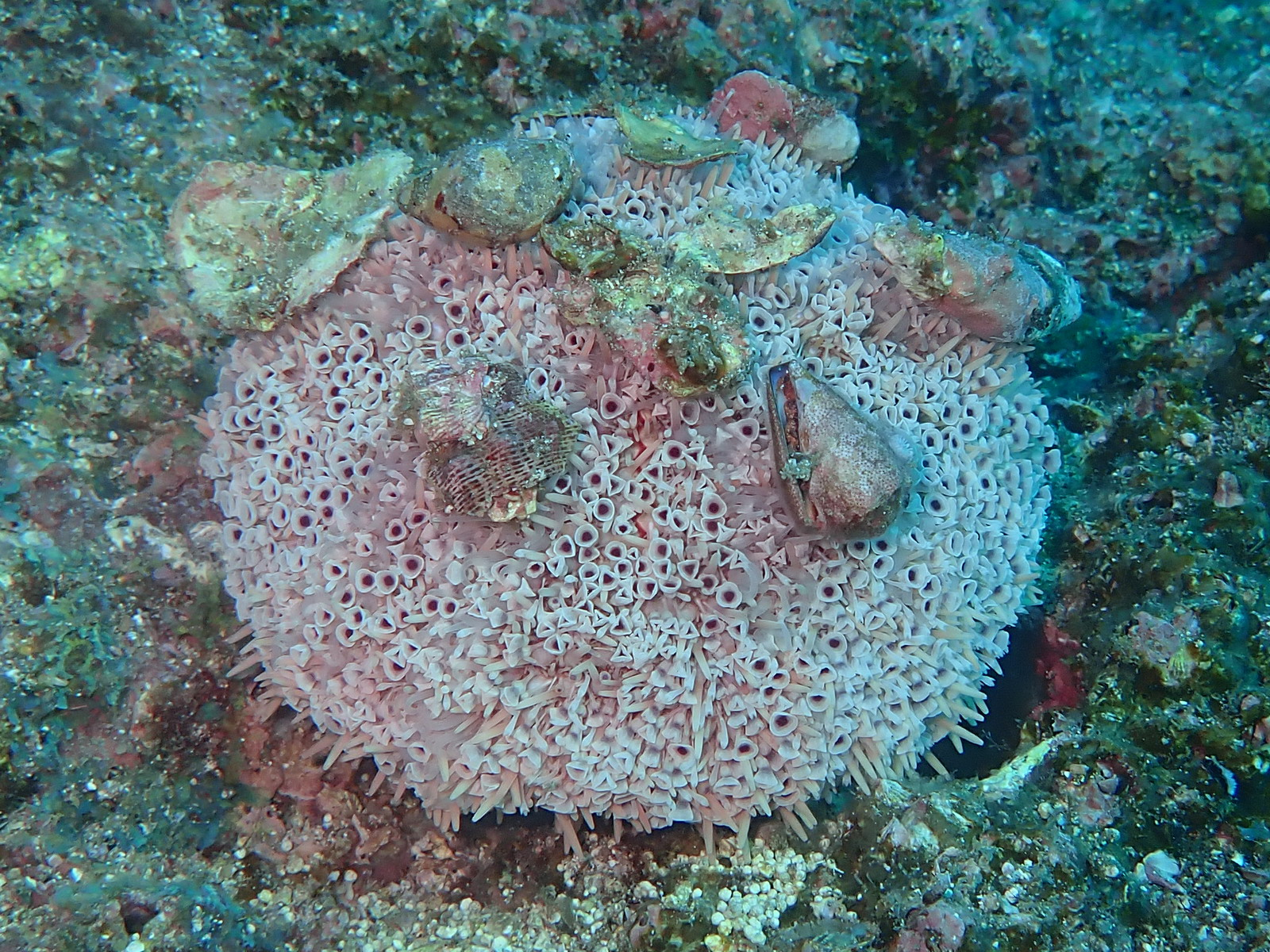
Toxopneustes roseus